# Treno direttissimo
Treno direttissimo (individuato dalla sigla DD sull'orario ferroviario) era una categoria di servizio con cui venivano definiti i treni passeggeri italiani caratterizzati da poche fermate e velocità elevata, ma a tariffa ordinaria, cioè senza il supplemento richiesto per viaggiare sui treni rapidi.
I treni direttissimi delle Ferrovie dello Stato italiane effettuavano servizi a lunga percorrenza che potevano comprendere più regioni contigue e in alcuni casi attraversare tutta la penisola italiana.
La categoria, sostituita in Italia da altre definizioni, è rimasta in uso dalla società Circumvesuviana per alcuni dei suoi convogli in servizio ferroviario suburbano di Napoli.

## Caratteristiche
La definizione di treno direttissimo nacque agli albori delle "Convenzioni" ferroviarie del 1885 che istituirono le grandi reti di gestione del servizio ferroviario italiano.
Mentre i treni omnibus (a trasporto misto passeggeri-merci) effettuavano tutte le fermate della linea percorsa e i treni di categoria "diretto", anche a lungo percorso, effettuavano servizio regolare per viaggiatori diretti verso determinate ed importanti destinazioni, i "direttissimi" nacquero per venire incontro alle categorie di viaggiatori più abbienti che intendevano recarsi nelle località di soggiorno più rinomate o per trasferirsi per diletto o per affari nelle capitali o nelle città più importanti. Nelle linee a traffico più intenso erano infatti costituiti da convogli composti da numerose carrozze di 1ª classe, vetture salone o pullman, vagoni letto e vetture ristorante oltre che da bagagliai. Solo in seguito venne aggiunta la seconda classe e sulle linee ferroviarie meno trafficate vennero realizzati, a partire dalla fine degli anni trenta non più solo a materiale ordinario ma anche con automotrici (leggere o pesanti) singole o a comando multiplo.
Con l'istituzione della categoria Treno rapido e l'immissione in servizio degli elettrotreni ETR 200 il treno direttissimo perse un poco della sua qualità divenendo sinonimo di treno a lunga percorrenza con poche fermate a servizio degli spostamenti di massa.
Vennero utilizzate per la trazione le migliori e più veloci locomotive a vapore ed elettriche.
Il periodo tra la fine degli anni cinquanta e la fine degli anni sessanta fu quello di maggiore utilizzazione della categoria anche a seguito dei grandi flussi migratori dall'estremo sud al nord e all'estero; le composizioni dei treni più importanti come la "Freccia del Sud", il "Treno del Sole" o altri grandi treni in servizio internazionale, raggiungevano e a volte superavano il numero di 20 carrozze e utilizzavano a volte le serie più nuove e confortevoli movimentando anche 1200 viaggiatori per treno.
La categoria direttissimo rimase in uso per l'Amministrazione Ferroviaria nazionale fino al 1974; a partire da tale anno venne adottata la denominazione di treno espresso già in uso in diversi Stati europei.